# Список астероїдів (601—700)
| Назва                          | Тимчасове позначення | Дата відкриття    | Місце відкриття                     | Відкривач               |
| ------------------------------ | -------------------- | ----------------- | ----------------------------------- | ----------------------- |
| 601 Нертус (Nerthus)           | 1906 UN              | 21 червня 1906    | Обсерваторія Гейдельберг-Кеніґштуль | Макс Вольф              |
| 602 Маріанна (Marianna)        | 1906 TE              | 16 лютого 1906    | Тонтен                              | Джоел Меткалф           |
| 603 Тімандра (Timandra)        | 1906 TJ              | 16 лютого 1906    | Тонтен                              | Джоел Меткалф           |
| 604 Текмесса (Tekmessa)        | 1906 TK              | 16 лютого 1906    | Тонтен                              | Джоел Меткалф           |
| 605 Жувізія (Juvisia)          | 1906 UU              | 27 серпня 1906    | Обсерваторія Гейдельберг-Кеніґштуль | Макс Вольф              |
| 606 Брангена (Brangane)        | 1906 VB              | 18 вересня 1906   | Обсерваторія Гейдельберг-Кеніґштуль | Август Копф             |
| 607 Єнні (Jenny)               | 1906 VC              | 18 вересня 1906   | Обсерваторія Гейдельберг-Кеніґштуль | Август Копф             |
| 608 Адольфіна (Adolfine)       | 1906 VD              | 18 вересня 1906   | Обсерваторія Гейдельберг-Кеніґштуль | Август Копф             |
| 609 Фульвія (Fulvia)           | 1906 VF              | 24 вересня 1906   | Обсерваторія Гейдельберг-Кеніґштуль | Макс Вольф              |
| 610 Валеска (Valeska)          | 1906 VK              | 26 вересня 1906   | Обсерваторія Гейдельберг-Кеніґштуль | Макс Вольф              |
| 611 Валерія (Valeria)          | 1906 VL              | 24 вересня 1906   | Тонтен                              | Джоел Меткалф           |
| 612 Вероніка (Veronika)        | 1906 VN              | 8 жовтня 1906     | Обсерваторія Гейдельберг-Кеніґштуль | Август Копф             |
| 613 Ґіневра (Ginevra)          | 1906 VP              | 11 жовтня 1906    | Обсерваторія Гейдельберг-Кеніґштуль | Август Копф             |
| 614 Пія (Pia)                  | 1906 VQ              | 11 жовтня 1906    | Обсерваторія Гейдельберг-Кеніґштуль | Август Копф             |
| 615 Росвіта (Roswitha)         | 1906 VR              | 11 жовтня 1906    | Обсерваторія Гейдельберг-Кеніґштуль | Август Копф             |
| 616 Еллі (Elly)                | 1906 VT              | 17 жовтня 1906    | Обсерваторія Гейдельберг-Кеніґштуль | Август Копф             |
| 617 Патрокл (Patroclus)        | 1906 VY              | 17 жовтня 1906    | Обсерваторія Гейдельберг-Кеніґштуль | Август Копф             |
| 618 Ельфріда (Elfriede)        | 1906 VZ              | 17 жовтня 1906    | Обсерваторія Гейдельберг-Кеніґштуль | Карл Логнерт            |
| 619 Тріберґа (Triberga)        | 1906 WC              | 22 жовтня 1906    | Обсерваторія Гейдельберг-Кеніґштуль | Август Копф             |
| 620 Драконія (Drakonia)        | 1906 WE              | 26 жовтня 1906    | Тонтен                              | Джоел Меткалф           |
| 621 Верданді (Werdandi)        | 1906 WJ              | 11 листопада 1906 | Обсерваторія Гейдельберг-Кеніґштуль | Август Копф             |
| 622 Есфір (Esther)             | 1906 WP              | 13 листопада 1906 | Тонтен                              | Джоел Меткалф           |
| 623 Химера (Chimaera)          | 1907 XJ              | 22 січня 1907     | Обсерваторія Гейдельберг-Кеніґштуль | Карл Логнерт            |
| 624 Гектор (Hektor)            | 1907 XM              | 10 лютого 1907    | Обсерваторія Гейдельберг-Кеніґштуль | Август Копф             |
| 625 Ксенія (Xenia)             | 1907 XN              | 11 лютого 1907    | Обсерваторія Гейдельберг-Кеніґштуль | Август Копф             |
| 626 Нотбурґа (Notburga)        | 1907 XO              | 11 лютого 1907    | Обсерваторія Гейдельберг-Кеніґштуль | Август Копф             |
| 627 Харис (Charis)             | 1907 XS              | 4 березня 1907    | Обсерваторія Гейдельберг-Кеніґштуль | Август Копф             |
| 628 Крістіна (Christine)       | 1907 XT              | 7 березня 1907    | Обсерваторія Гейдельберг-Кеніґштуль | Август Копф             |
| 629 Бернардіна (Bernardina)    | 1907 XU              | 7 березня 1907    | Обсерваторія Гейдельберг-Кеніґштуль | Август Копф             |
| 630 Євфимія (Euphemia)         | 1907 XW              | 7 березня 1907    | Обсерваторія Гейдельберг-Кеніґштуль | Август Копф             |
| 631 Філіппіна (Philippina)     | 1907 YJ              | 21 березня 1907   | Обсерваторія Гейдельберг-Кеніґштуль | Август Копф             |
| 632 Пірра (Pyrrha)             | 1907 YX              | 5 квітня 1907     | Обсерваторія Гейдельберг-Кеніґштуль | Август Копф             |
| 633 Целіма (Zelima)            | 1907 ZM              | 12 травня 1907    | Обсерваторія Гейдельберг-Кеніґштуль | Август Копф             |
| 634 Ута (Ute)                  | 1907 ZN              | 12 травня 1907    | Обсерваторія Гейдельберг-Кеніґштуль | Август Копф             |
| 635 Вундтія (Vundtia)          | 1907 ZS              | 9 червня 1907     | Обсерваторія Гейдельберг-Кеніґштуль | Карл Логнерт            |
| 636 Еріка (Erika)              | 1907 XP              | 8 лютого 1907     | Тонтен                              | Джоел Меткалф           |
| 637 Хрісотеміда (Chrysothemis) | 1907 YE              | 11 березня 1907   | Тонтен                              | Джоел Меткалф           |
| 638 Мойра (Moira)              | 1907 ZQ              | 5 травня 1907     | Тонтен                              | Джоел Меткалф           |
| 639 Латона (Latona)            | 1907 ZT              | 19 липня 1907     | Обсерваторія Гейдельберг-Кеніґштуль | Карл Логнерт            |
| 640 Брамбілла (Brambilla)      | 1907 ZW              | 29 серпня 1907    | Обсерваторія Гейдельберг-Кеніґштуль | Август Копф             |
| 641 Аґнес (Agnes)              | 1907 ZX              | 8 вересня 1907    | Обсерваторія Гейдельберг-Кеніґштуль | Макс Вольф              |
| 642 Клара (Clara)              | 1907 ZY              | 8 вересня 1907    | Обсерваторія Гейдельберг-Кеніґштуль | Макс Вольф              |
| 643 Шехерезада (Scheherezade)  | 1907 ZZ              | 8 вересня 1907    | Обсерваторія Гейдельберг-Кеніґштуль | Август Копф             |
| 644 Козіма (Cosima)            | 1907 AA              | 7 вересня 1907    | Обсерваторія Гейдельберг-Кеніґштуль | Август Копф             |
| 645 Аґріппіна (Agrippina)      | 1907 AG              | 13 вересня 1907   | Тонтен                              | Джоел Меткалф           |
| 646 Касталія (Kastalia)        | 1907 AC              | 11 вересня 1907   | Обсерваторія Гейдельберг-Кеніґштуль | Август Копф             |
| 647 Адельґунда (Adelgunde)     | 1907 AD              | 11 вересня 1907   | Обсерваторія Гейдельберг-Кеніґштуль | Август Копф             |
| 648 Піппа (Pippa)              | 1907 AE              | 11 вересня 1907   | Обсерваторія Гейдельберг-Кеніґштуль | Август Копф             |
| 649 Йозефа (Josefa)            | 1907 AF              | 11 вересня 1907   | Обсерваторія Гейдельберг-Кеніґштуль | Август Копф             |
| 650 Амаласунта (Amalasuntha)   | 1907 AM              | 4 жовтня 1907     | Обсерваторія Гейдельберг-Кеніґштуль | Август Копф             |
| 651 Антіклея (Antikleia)       | 1907 AN              | 4 жовтня 1907     | Обсерваторія Гейдельберг-Кеніґштуль | Август Копф             |
| 652 Юбілятрікс (Jubilatrix)    | 1907 AU              | 4 листопада 1907  | Відень                              | Йоганн Паліза           |
| 653 Береніка (Berenike)        | 1907 BK              | 27 листопада 1907 | Тонтен                              | Джоел Меткалф           |
| 654 Зелінда (Zelinda)          | 1908 BM              | 4 січня 1908      | Обсерваторія Гейдельберг-Кеніґштуль | Август Копф             |
| 655 Брізеїс (Briseis)          | 1907 BF              | 4 листопада 1907  | Тонтен                              | Джоел Меткалф           |
| 656 Бігль (Beagle)             | 1908 BU              | 22 січня 1908     | Обсерваторія Гейдельберг-Кеніґштуль | Август Копф             |
| 657 Гунльод (Gunlod)           | 1908 BV              | 23 січня 1908     | Обсерваторія Гейдельберг-Кеніґштуль | Август Копф             |
| 658 Астерія (Asteria)          | 1908 BW              | 23 січня 1908     | Обсерваторія Гейдельберг-Кеніґштуль | Август Копф             |
| 659 Nestor                     | 1908 CS              | 23 березня 1908   | Обсерваторія Гейдельберг-Кеніґштуль | Макс Вольф              |
| 660 Крессентія (Crescentia)    | 1908 CC              | 8 січня 1908      | Тонтен                              | Джоел Меткалф           |
| 661 Клоелія (Cloelia)          | 1908 CL              | 22 лютого 1908    | Тонтен                              | Джоел Меткалф           |
| 662 Ньютонія (Newtonia)        | 1908 CW              | 30 березня 1908   | Тонтен                              | Джоел Меткалф           |
| 663 Ґерлінда (Gerlinde)        | 1908 DG              | 24 червня 1908    | Обсерваторія Гейдельберг-Кеніґштуль | Август Копф             |
| 664 Джудіт (Judith)            | 1908 DH              | 24 червня 1908    | Обсерваторія Гейдельберг-Кеніґштуль | Август Копф             |
| 665 Сабіна (Sabine)            | 1908 DK              | 22 липня 1908     | Обсерваторія Гейдельберг-Кеніґштуль | Карл Лоренц             |
| 666 Дездемона (Desdemona)      | 1908 DM              | 23 липня 1908     | Обсерваторія Гейдельберг-Кеніґштуль | Август Копф             |
| 667 Деніз (Denise)             | 1908 DN              | 23 липня 1908     | Обсерваторія Гейдельберг-Кеніґштуль | Август Копф             |
| 668 Дора (Dora)                | 1908 DO              | 27 липня 1908     | Обсерваторія Гейдельберг-Кеніґштуль | Август Копф             |
| 669 Кіпрія (Kypria)            | 1908 DQ              | 20 серпня 1908    | Обсерваторія Гейдельберг-Кеніґштуль | Август Копф             |
| 670 Оттеґебе (Ottegebe)        | 1908 DR              | 20 серпня 1908    | Обсерваторія Гейдельберг-Кеніґштуль | Август Копф             |
| 671 Карнеґія (Carnegia)        | 1908 DV              | 21 вересня 1908   | Відень                              | Йоганн Паліза           |
| 672 Астарта (Astarte)          | 1908 DY              | 21 вересня 1908   | Обсерваторія Гейдельберг-Кеніґштуль | Август Копф             |
| 673 Едда (Edda)                | 1908 EA              | 20 вересня 1908   | Тонтен                              | Джоел Меткалф           |
| 674 Ракель (Rachele)           | 1908 EP              | 28 жовтня 1908    | Обсерваторія Гейдельберг-Кеніґштуль | Карл Лоренц             |
| 675 Людмила (Ludmilla)         | 1908 DU              | 30 серпня 1908    | Тонтен                              | Джоел Меткалф           |
| 676 Мелітта (Melitta)          | 1909 FN              | 16 січня 1909     | Гринвіцька королівська обсерваторія | Філібер Мелотт          |
| 677 Ольтьє (Aaltje)            | 1909 FR              | 18 січня 1909     | Обсерваторія Гейдельберг-Кеніґштуль | Август Копф             |
| 678 Фредґундіс (Fredegundis)   | 1909 FS              | 22 січня 1909     | Обсерваторія Гейдельберг-Кеніґштуль | Карл Лоренц             |
| 679 Пакс (Pax)                 | 1909 FY              | 28 січня 1909     | Обсерваторія Гейдельберг-Кеніґштуль | Август Копф             |
| 680 Женовева (Genoveva)        | 1909 GW              | 22 квітня 1909    | Обсерваторія Гейдельберг-Кеніґштуль | Август Копф             |
| 681 Ґорґо (Gorgo)              | 1909 GZ              | 13 травня 1909    | Обсерваторія Гейдельберг-Кеніґштуль | Август Копф             |
| 682 Гагар (Hagar)              | 1909 HA              | 17 червня 1909    | Обсерваторія Гейдельберг-Кеніґштуль | Август Копф             |
| 683 Ланція (Lanzia)            | 1909 HC              | 23 липня 1909     | Обсерваторія Гейдельберг-Кеніґштуль | Макс Вольф              |
| 684 Гільдбург (Hildburg)       | 1909 HD              | 8 серпня 1909     | Обсерваторія Гейдельберг-Кеніґштуль | Август Копф             |
| (685) Гермія                   | 1909 HE              | 12 серпня 1909    | Обсерваторія Гейдельберг-Кеніґштуль | Карл Лоренц             |
| 686 Ґерсвінд (Gersuind)        | 1909 HF              | 15 серпня 1909    | Обсерваторія Гейдельберг-Кеніґштуль | Август Копф             |
| 687 Тінетт (Tinette)           | 1909 HG              | 16 серпня 1909    | Відень                              | Йоганн Паліза           |
| 688 Мелані (Melanie)           | 1909 HH              | 25 серпня 1909    | Відень                              | Йоганн Паліза           |
| 689 Зіта (Zita)                | 1909 HJ              | 12 вересня 1909   | Відень                              | Йоганн Паліза           |
| 690 Вратиславія (Wratislavia)  | 1909 HZ              | 16 жовтня 1909    | Тонтен                              | Джоел Меткалф           |
| 691 Ліхай (Lehigh)             | 1909 JG              | 11 грудня 1909    | Тонтен                              | Джоел Меткалф           |
| 692 Гіпподамія (Hippodamia)    | 1901 HD              | 5 листопада 1901  | Обсерваторія Гейдельберг-Кеніґштуль | Макс Вольф, Август Копф |
| 693 Зербінетта (Zerbinetta)    | 1909 HN              | 21 вересня 1909   | Обсерваторія Гейдельберг-Кеніґштуль | Август Копф             |
| 694 Екард (Ekard)              | 1909 JA              | 7 листопада 1909  | Тонтен                              | Джоел Меткалф           |
| 695 Белла (Bella)              | 1909 JB              | 7 листопада 1909  | Тонтен                              | Джоел Меткалф           |
| 696 Леонора (Leonora)          | 1910 JJ              | 10 січня 1910     | Тонтен                              | Джоел Меткалф           |
| 697 Ґалілея (Galilea)          | 1910 JO              | 14 лютого 1910    | Обсерваторія Гейдельберг-Кеніґштуль | Джозеф Гелффріх         |
| 698 Ернестіна (Ernestina)      | 1910 JX              | 5 березня 1910    | Обсерваторія Гейдельберг-Кеніґштуль | Джозеф Гелффріх         |
| 699 Хела (Hela)                | 1910 KD              | 5 червня 1910     | Обсерваторія Гейдельберг-Кеніґштуль | Джозеф Гелффріх         |
| 700 Auravictrix                | 1910 KE              | 5 червня 1910     | Обсерваторія Гейдельберг-Кеніґштуль | Джозеф Гелффріх         |

| Астероїди 1—10000 → |           |           |           |           |           |           |           |           |            |
| 1—100               | 1001—1100 | 2001—2100 | 3001—3100 | 4001—4100 | 5001—5100 | 6001—6100 | 7001—7100 | 8001—8100 | 9001—9100  |
| 101—200             | 1101—1200 | 2101—2200 | 3101—3200 | 4101—4200 | 5101—5200 | 6101—6200 | 7101—7200 | 8101—8200 | 9101—9200  |
| 201—300             | 1201—1300 | 2201—2300 | 3201—3300 | 4201—4300 | 5201—5300 | 6201—6300 | 7201—7300 | 8201—8300 | 9201—9300  |
| 301—400             | 1301—1400 | 2301—2400 | 3301—3400 | 4301—4400 | 5301—5400 | 6301—6400 | 7301—7400 | 8301—8400 | 9301—9400  |
| 401—500             | 1401—1500 | 2401—2500 | 3401—3500 | 4401—4500 | 5401—5500 | 6401—6500 | 7401—7500 | 8401—8500 | 9401—9500  |
| 501—600             | 1501—1600 | 2501—2600 | 3501—3600 | 4501—4600 | 5501—5600 | 6501—6600 | 7501—7600 | 8501—8600 | 9501—9600  |
| 601—700             | 1601—1700 | 2601—2700 | 3601—3700 | 4601—4700 | 5601—5700 | 6601—6700 | 7601—7700 | 8601—8700 | 9601—9700  |
| 701—800             | 1701—1800 | 2701—2800 | 3701—3800 | 4701—4800 | 5701—5800 | 6701—6800 | 7701—7800 | 8701—8800 | 9701—9800  |
| 801—900             | 1801—1900 | 2801—2900 | 3801—3900 | 4801—4900 | 5801—5900 | 6801—6900 | 7801—7900 | 8801—8900 | 9801—9900  |
| 901—1000            | 1901—2000 | 2901—3000 | 3901—4000 | 4901—5000 | 5901—6000 | 6901—7000 | 7901—8000 | 8901—9000 | 9901—10000 |